# Gro Brækken
Gro Merete Brækken (nacida el 8 de diciembre de 1952) es una empresaria noruega. Es la actual directora de la Asociación Noruega de la Industria del Petróleo y anteriormente fue la secretaria general de Save the Children en su país.

## Biografía
Nació en Narvik y vivió en Mo i Rana, Moss y Trondheim durante su juventud. Estudió en el Instituto Noruego de Tecnología, graduándose de ingeniería química en 1975. Trabajó en Norske Shell de 1976 a 1982 y en Statoil en Stavanger de 1982 a 1988. Luego fue directora ejecutiva de Ulstein International de 1988 a 1990, antes de trabajar en Den Norske Bank de 1991 a 1994. De 1994 a 1999 fue vicepresidenta de la Confederación de Empresas Noruegas. Fue representante y vicepresidenta de la Unión Internacional del Gas entre 1983 y 1988, vicepresidenta de Statkraft de 1991 a 1994 y miembro de la junta de Kongsberg Gruppen de 1987 a 1997, del Consejo de Exportaciones de Noruega de 1995 a 1999 y del Consejo de Refugiados de Noruega de 1997 a 1999. También fue presidenta en el Consejo Noruego de Refugiados.
De 1999 a 2009 fue secretaria general de Save the Children en Noruega. El 1 de enero de 2010 se convirtió en la nueva directora de la Asociación Noruega de la Industria del Petróleo,
reemplazando a Per Terje Vold en el cargo.
Ella reside en Snarøya.